# Cầy vằn bắc
Cầy vằn bắc hay lửng chóc (danh pháp hai phần: Chrotogale owstoni) là loài cầy sống trong các khu rừng và thung lũng có cây gỗ ở ven sông thuộc miền Bắc Việt Nam, bắc Lào và Hoa Nam.
Cầy vằn bắc là loài cầy có kích thước trung bình, dài khoảng 57 cm, đuôi dài 43 cm. Chúng chủ yếu ăn giun đất và các loài không xương sống. Mùa giao phối là vào cuối tháng giêng. Thời gian mang thai là 3 tháng, một lứa có 1-3 con.